# Jafar Kashani
Jafar Kashani (Tehran, 4 marzo 1945 – Tehran, 2 ottobre 2019) è stato un calciatore iraniano, di ruolo difensore.
È morto il 2 ottobre 2019 all'età di 75 anni, a seguito di un infarto.

## Carriera

### Club
Ha giocato per tutta la carriera anni nel campionato iraniano.

### Nazionale
Con la maglia della nazionale ha collezionato 33 presenze, vincendo per due volte anche la Coppa d'Asia.

## Palmarès

### Nazionale
- Coppa d'Asia: 2

1968, 1972